# Tournoi pré-olympique de la CONCACAF 1992
Navigation
Séoul 1988 Atlanta 1996
Le tournoi pré-olympique de la CONCACAF 1992 a eu pour but de désigner les 2 nations qualifiées au sein de la zone Amérique du Nord, Amérique centrale et Caraïbes pour participer au tournoi final de football, disputé lors des Jeux olympiques de Barcelone en 1992.
Les tours de qualification et le tournoi pré-olympique de la CONCACAF ont eu lieu du 21 octobre 1990 au 17 mai 1992, et ont permis aux États-Unis et au Mexique de se qualifier pour le tournoi olympique. Les quatre derniers participants à la ronde finale continentale octroyant deux places qualificatives ont été déterminés dans les trois zones réunissant les 20 nations inscrites à l'issue de deux rondes. Le premier tour selon un système à élimination directe disputé en match aller-retour et le deuxième tour sous forme de championnat à trois groupes de trois équipes issues de chacune des trois zones. Les trois vainqueurs de groupe ainsi que le meilleur deuxième sont qualifiés pour le tournoi final continental disputé en matches aller et retour entre le 25 mars et le 17 mai 1992. Le Costa Rica a été disqualifié pour avoir aligné des joueurs plus âgés.

## Pays qualifiés
| Dates                             | Lieu      | Places | Qualifiés          |
| --------------------------------- | --------- | ------ | ------------------ |
| du 21 octobre 1990 au 17 mai 1992 | Itinérant | 2      | États-Unis Mexique |

## Format des qualifications
Dans le système à élimination directe avec des matches aller et retour, en cas d'égalité parfaite au score cumulé des deux rencontres, les mesures suivantes sont d'application :

- Organisation de prolongations et, au besoin, d'une séance de tirs au but, si les deux équipes sont toujours à égalité au terme des prolongations, et
- La règle des buts marqués à l'extérieur est en vigueur.

Dans les phases de qualification en groupe disputées selon le système de championnat, en cas d’égalité de points de plusieurs équipes à l'issue de la dernière journée, les critères suivants sont appliqués dans l'ordre indiqué pour établir leur classement :

- Meilleure différence de buts,
- Plus grand nombre de buts marqués.

## Résultats des qualifications

### Premier tour

#### Zone Amérique du Nord (NAFU)
La NAFU est composée de trois des quatre pays de l'Amérique du Nord. Le quatrième territoire de l'Amérique du Nord, les Bermudes, fait partie de l'Union caribéenne de football (CFU). Dès lors, le Canada, les États-Unis et le Mexique sont qualifiés d'office pour le deuxième tour.

#### Zone Amérique Centrale (UNCAF)
| Équipe 1  | Résultat | Équipe 2               | Aller | Retour |
| --------- | -------- | ---------------------- | ----- | ------ |
| Guatemala | 2 - 4    | Honduras               | 2 - 2 | 0 - 2  |
| Belize    | 0 - 5    | Salvador (en)          | 0 - 2 | 0 - 3  |
| Panama    | -        | Costa Rica disqualifié | -     | -      |

##### Détail des rencontres
| 17 mars 1991 | Guatemala                  | 2 - 2 | Honduras                   | Estadio Mateo Flores Guatemala, Guatemala      |                                                |
| | Jiménez 18e · Valencia 29e | (2 - 1) | Gallegos 36e · Bonilla 80e | Spectateurs : 7 535 Arbitrage : Raul Dominguez | Spectateurs : 7 535 Arbitrage : Raul Dominguez |
| Marroquín - Ruano, Girón, Bobadilla, Espinoza - Rodas, Coronado, Valencia ( Cassiano), Aguilar - Plata ( Meda), Jiménez | Équipes                    | L. López - Ponce, Pacheco, Ávila, Peralta ( Membreño (en)) - Bonilla, Aguirre ( Sánchez), Cruz - Velásquez, Gallegos, Obando (en) |                            | Spectateurs : 7 535 Arbitrage : Raul Dominguez | Spectateurs : 7 535 Arbitrage : Raul Dominguez |

| 17 mars 1991 | Belize  | 0 - 2 | Salvador (en)          | Stade MCC Grounds Belize City, Belize |                                     |
|              |         | (0 - 1) | Álvarez 20e · Arce 85e | Arbitrage : Antonio Márquez Ramírez   | Arbitrage : Antonio Márquez Ramírez |
|              | Équipes | Alfaro - Osorio, Valle, Salazar, Lazo - Valencia, Alas, Álvarez, Mirón ( Vásquez) - Arce , Rivera ( Jiménez (en)) |                        | Arbitrage : Antonio Márquez Ramírez   | Arbitrage : Antonio Márquez Ramírez |

| 24 mars 1991 | Salvador (en)              | 3 - 0 | Belize | Estadio de Cuscatlán San Salvador, Salvador |                       |
| | Lazo 28e · Álvarez 30e 45e | (3 - 0) |        | Arbitrage : Majid Jay                       | Arbitrage : Majid Jay |
| Alfaro - Osorio, Valencia, Salazar, Lazo - Baldizón ( Colorado), Alas, Rivera, Álvarez - Arce , Renderos ( Mirón) | Équipes                    | Slusher (en) - Góngora ( Anton), González, Henry, Jones - Roches, McCaulay, Kisling, Trapp - Nuñez (en), Rodríguez ( Relley) |        | Arbitrage : Majid Jay                       | Arbitrage : Majid Jay |

| 3 avril 1991 | Honduras          | 2 - 0   | Guatemala | Estadio Nacional Tegucigalpa, Honduras |                            |
|              | Velásquez 1re 70e | (1 - 0) |           | Arbitrage : Robert Sawtell             | Arbitrage : Robert Sawtell |

|  | Panama | Q. - disqualifié | Costa Rica |  |  |
|  |        |                  |            |  |  |

#### Zone Caraïbes (CFU)

##### Premier tour
| Équipe 1               | Résultat | Équipe 2          | Aller | Retour |
| ---------------------- | -------- | ----------------- | ----- | ------ |
| Haïti (en)             | 3 - 3 E  | Cuba              | 1 - 1 | 2 - 2  |
| Antilles néerlandaises | 0 - 1    | Suriname          | 0 - 1 | 0 - 0  |
| Porto Rico             | 0 - 5    | Jamaïque          | 0 - 3 | 0 - 2  |
| Aruba                  | 1 - 0    | Sainte-Lucie      | 0 - 0 | 0 - 9  |
| Antigua-et-Barbuda     | 0 - 5    | Barbade           | 0 - 0 | 0 - 5  |
|                        | exempt   | Trinité-et-Tobago | -     | -      |

##### Détail des rencontres
| 21 octobre 1990 | Haïti (en) | 1 - 1   | Cuba | Stade Sylvio-Cator Port-au-Prince, Haïti |                                |
|                 |            | (? - ?) |      | Arbitrage : Héctor Pérez Pérez           | Arbitrage : Héctor Pérez Pérez |

| 21 octobre 1990 | Antilles néerlandaises | 0 - 1   | Suriname       | Rifstadion Willemstad, Antilles néerlandaises |                           |
|                 |                        | (0 - 1) | Tol 18e (pen.) | Arbitrage : Ehrat Goffner                     | Arbitrage : Ehrat Goffner |
| Martina 32e     | Équipes                |         |                | Arbitrage : Ehrat Goffner                     | Arbitrage : Ehrat Goffner |

| 28 octobre 1990 | Porto Rico | 0 - 3   | Jamaïque                               | Stade Sixto Escobar San Juan, Porto Rico |                         |
|                 |            | (0 - 1) | Richards 23e · Maxwell 65e · Earle 85e | Arbitrage : Rex Osborne                  | Arbitrage : Rex Osborne |

| 28 octobre 1990 | Cuba                        | 2 - 2   | Haïti (en)                          | Estadio Pedro Marrero La Havane, Cuba |                                  |
|                 | Dalcourt 11e · González 61e | (1 - 2) | Dieujuste 17e · Marcelin 21e (pen.) | Arbitrage : Arturo Brizio Carter      | Arbitrage : Arturo Brizio Carter |

| 28 octobre 1990 | Aruba | 3 - 3   | Sainte-Lucie        | Wilhelminastadion Oranjestad, Aruba |                     |
|                 | ? ??  | (0 - 2) | Celestine ?? · ? ?? | Arbitrage : Zylstra                 | Arbitrage : Zylstra |

| 29 octobre 1990 | Antigua-et-Barbuda | 0 - 0   | Barbade | Antigua Recreation Ground (en) Saint John's, Antigua-et-Barbuda |                       |
|                 |                    | (0 - 0) |         | Arbitrage : Boekmoudt                                           | Arbitrage : Boekmoudt |
|                 | deuc               |         |         | Arbitrage : Boekmoudt                                           | Arbitrage : Boekmoudt |

| 4 novembre 1990 | Suriname | 0 - 0   | Antilles néerlandaises | Stade André-Kamperveen Paramaribo, Suriname |                         |
|                 |          | (0 - 0) |                        | Arbitrage : Evaroy Babb                     | Arbitrage : Evaroy Babb |

| 11 novembre 1990 | Sainte-Lucie                                                                               | 9 - 0   | Aruba | Mindoo Phillip Park (en) Castries, Sainte-Lucie |                                                 |
|                  | Charlery 11e · Jean 18e 42e 51e (pen.) 87e · Rismay 26e · Emmanuel 34e 89e · Celestine 53e | (5 - 0) |       | Spectateurs : 3 033 Arbitrage : Frederick Hoyte | Spectateurs : 3 033 Arbitrage : Frederick Hoyte |
|                  | Équipes                                                                                    | Roga    |       | Spectateurs : 3 033 Arbitrage : Frederick Hoyte | Spectateurs : 3 033 Arbitrage : Frederick Hoyte |

| 11 novembre 1990 | Barbade                                                             | 5 - 0   | Antigua-et-Barbuda | Barbados National Stadium Bridgetown, Barbade |                                |
|                  | Harewood 36e 51e · Lavine (en) 54e · Morris 72e · Sobers (en) 90+1e | (1 - 0) |                    | Arbitrage : Lennox Sirjuesingh                | Arbitrage : Lennox Sirjuesingh |

| 12 novembre 1990                                                                                                | Jamaïque                         | 2 - 0                                                                                               | Porto Rico | Independence Park Kingston, Jamaïque        |                                             |
| | Graham 66e · Marshall 71e (pen.) | (0 - 0)                                                                                             |            | Spectateurs : 600 Arbitrage : Weldo Peleris | Spectateurs : 600 Arbitrage : Weldo Peleris |
| Lawrence - Gibb , Jones, Marshall, Munroe - Fogo, Graham ( Binger), Maxwell - Brown ( Samuels), Richards, Earle | Équipes                          | Alvarado - Adames, Gonzales, Meléndez, Montero - Fernández, Morales, Ayala - Delgado, Cruz, Huertos |            | Spectateurs : 600 Arbitrage : Weldo Peleris | Spectateurs : 600 Arbitrage : Weldo Peleris |

##### Second tour
| Équipe 1          | Résultat | Équipe 2   | Aller | Retour | Appui |
| ----------------- | -------- | ---------- | ----- | ------ | ----- |
| Barbade           | 1 - 2    | Suriname   | 0 - 0 | 1 - 2  | -     |
| Trinité-et-Tobago | 3 - 2    | Jamaïque   | 1 - 0 | 0 - 1  | 2 - 1 |
| Sainte-Lucie      | 2 - 3    | Haïti (en) | 1 - 1 | 1 - 2  | -     |

##### Détail des rencontres
| 17 février 1991 | Barbade | 0 - 0   | Suriname | Barbados National Stadium Bridgetown, Barbade |                                    |
|                 |         | (0 - 0) |          | Arbitrage : Egbert Fitzroy Solomon            | Arbitrage : Egbert Fitzroy Solomon |

| 24 février 1991 | Trinité-et-Tobago       | 1 - 0   | Jamaïque | Arima Municipal Stadium (en) Arima, Trinité-et-Tobago |                                |
|                 | Prosper (en) 64e (pen.) | (0 - 0) |          | Arbitrage : Héctor Pérez Pérez                        | Arbitrage : Héctor Pérez Pérez |

| 3 mars 1991 | Jamaïque            | 1 - 0   | Trinité-et-Tobago | Independence Park Kingston, Jamaïque |                               |
|             | Marshall 22e (pen.) | (1 - 0) |                   | Arbitrage : Arlington Success        | Arbitrage : Arlington Success |

| 10 mars 1991 | Suriname                 | 2 - 1   | Barbade         | Stade André-Kamperveen Paramaribo, Suriname              |                                                          |
|              | Watson 36e · Sampson 65e | (1 - 1) | Lavine (en) 22e | Spectateurs : 14 000 Arbitrage : Harry Leocadio Davelaar | Spectateurs : 14 000 Arbitrage : Harry Leocadio Davelaar |

| 10 mars 1991 | Sainte-Lucie | 1 - 1   | Haïti (en)          | Mindoo Phillip Park (en) Castries, Sainte-Lucie |                                             |
|              | Emmanuel 50e | (0 - 1) | Marcelin 40e (pen.) | Spectateurs : 5 000 Arbitrage : Evaroy Babb     | Spectateurs : 5 000 Arbitrage : Evaroy Babb |

| 24 mars 1991 | Haïti (en) | 2 - 1   | Sainte-Lucie | Stade Sylvio-Cator Port-au-Prince, Haïti |                         |
|              |            | (? - ?) |              | Arbitrage : Rex Osborne                  | Arbitrage : Rex Osborne |

| Match d'appui | Trinité-et-Tobago  | 1 - 1   | Jamaïque            | Stade Sixto-Escobar San Juan, Porto Rico |                                |
| 24 mars 1991  | St. Louis (en) 45e | (1 - 1) | Marshall 37e (pen.) | Arbitrage : Héctor Pérez Pérez           | Arbitrage : Héctor Pérez Pérez |

### Deuxième tour

#### Groupe A
| Rang | Équipe   | Pts | J | G | N | P | Bp | Bc | Diff |  | Résultats (▼ dom., ► ext.) |     |     |     |
| ---- | -------- | --- | - | - | - | - | -- | -- | ---- |  | -------------------------- | --- | --- | --- |
| 1    | Honduras | 7   | 4 | 3 | 1 | 0 | 6  | 1  | +5   |  | Honduras                   |     | 1-1 | 2-0 |
| 2    | Mexique  | 4   | 4 | 1 | 2 | 1 | 8  | 3  | +5   |  | Mexique                    | 0-1 |     | 6-0 |
| 3    | Suriname | 1   | 4 | 0 | 1 | 3 | 1  | 11 | -10  |  | Suriname                   | 0-2 | 1-1 |     |

##### Détail des rencontres
| 1er septembre 1991 | Suriname | 1 - 1   | Mexique                | Stade André-Kamperveen Paramaribo, Suriname |                          |
|                    | Tol 89e  | (0 - 0) | Pineda (en) 49e (pen.) | Arbitrage : Errol Forbes                    | Arbitrage : Errol Forbes |

| 5 septembre 1991                                                                                          | Honduras      | 1 - 1 | Mexique         | Estadio General Francisco Morazán San Pedro Sula, Honduras |                                                |
| | Velásquez 13e | (1 - 1) | Pineda (en) 45e | Spectateurs : 18 000 Arbitrage : Vincent Mauro             | Spectateurs : 18 000 Arbitrage : Vincent Mauro |
| L. López - Ponce, Cruz, J.L. López, Peralta - Bonilla, Pineda, Aguirre - Obando (en), Velásquez, Gallegos | Équipes       | Bernal (en) - Cadena (en), Sánchez, Mariscal, Hernández (en) - Romero, Rangel, Castañeda (en) - Ramírez, Pineda (en), Noriega |                 | Spectateurs : 18 000 Arbitrage : Vincent Mauro             | Spectateurs : 18 000 Arbitrage : Vincent Mauro |

| 11 septembre 1991 | Mexique | 0 - 1 | Honduras     | Estadio Toluca 70–86 Toluca, Mexique |                              |
| |         | (0 - 0) | Gallegos 53e | Arbitrage : Tony Evangelista         | Arbitrage : Tony Evangelista |
| Bernal (en) - Cadena (en), Romero ( Romero (en)), Sánchez ( 33e D. Castañeda (es)), Hernández (en) - Mariscal, Rangel, J. Castañeda (en) - Ramírez, Pineda (en), Noriega | Équipes | J.A. López - Cruz, Ponce, Bonilla, Ortega - Membreño (en), Pineda, Gallegos ( 59e Velásquez) - Aguirre, Chacón, Peralta ( 68e Obando (en)) |              | Arbitrage : Tony Evangelista         | Arbitrage : Tony Evangelista |

| 18 septembre 1991 | Mexique                                                                 | 6 - 0   | Suriname | Estadio Azulgrana Mexico, Mexique |                                   |
|                   | Ramírez 6e · Pineda (en) 12e 34e (pen.) 80e · Mariscal 29e · Romero 71e | (4 - 0) |          | Arbitrage : Amado Rodríguez Perez | Arbitrage : Amado Rodríguez Perez |

| 24 septembre 1991 | Honduras                     | 2 - 0   | Suriname | Estadio Nacional Tegucigalpa, Honduras                         |                                                                |
|                   | Velásquez 49e · Gallegos 56e | (0 - 0) |          | Spectateurs : 20 000 Arbitrage : Rónald Elías Gutiérrez Castro | Spectateurs : 20 000 Arbitrage : Rónald Elías Gutiérrez Castro |

| 6 octobre 1991 | Suriname | 0 - 2   | Honduras | Stade André-Kamperveen Paramaribo, Suriname |                   |
|                |          | (? - ?) |          | Arbitrage : Ranes                           | Arbitrage : Ranes |

#### Groupe B
| Rang | Équipe            | Pts | J | G | N | P | Bp | Bc | Diff |  | Résultats (▼ dom., ► ext.) |     |     |     |
| ---- | ----------------- | --- | - | - | - | - | -- | -- | ---- |  | -------------------------- | --- | --- | --- |
| 1    | Canada            | 6   | 4 | 3 | 0 | 1 | 11 | 4  | +7   |  | Canada                     |     | 4-0 | 3-0 |
| 2    | Salvador (en)     | 4   | 4 | 2 | 0 | 2 | 5  | 7  | -2   |  | Salvador (en)              | 3-1 |     | 2-0 |
| 3    | Trinité-et-Tobago | 2   | 4 | 1 | 0 | 3 | 3  | 8  | -5   |  | Trinité-et-Tobago          | 1-3 | 2-0 |     |

##### Détail des rencontres
| 5 mai 1991 | Canada                                         | 3 - 0   | Trinité-et-Tobago | Swangard Stadium Burnaby, Canada                     |                                                      |
| | Munson (en) 36e · Macey 41e · Peschisolido 88e | (2 - 0) |                   | Spectateurs : 3 167 Arbitrage : Arturo Brizio Carter | Spectateurs : 3 167 Arbitrage : Arturo Brizio Carter |
| Ceccarelli (en) - Fletcher, Macey, MacDonald (en), Watson - Munson (en), Mosher, Peschisolido - Needham, Kouzmanis (en), Dodd (en) | Équipes                                        |         |                   | Spectateurs : 3 167 Arbitrage : Arturo Brizio Carter | Spectateurs : 3 167 Arbitrage : Arturo Brizio Carter |

| 12 mai 1991 | Salvador (en)                        | 3 - 1 | Canada            | Estadio de Cuscatlán San Salvador, Salvador                   |                                                               |
| | Arce 67e · Rivera 76e · Renderos 85e | (0 - 0) | Mosher 60e (pen.) | Spectateurs : 18 000 Arbitrage : Fredy Rolando Burgos Escobar | Spectateurs : 18 000 Arbitrage : Fredy Rolando Burgos Escobar |
| Alfaro - Valle, Valencia ( Lazo), Salazar, Osorio - Alas, Rodríguez, Rivera - Álvarez, Jiménez (en) ( Renderos), Arce | Équipes                              | Ceccarelli (en) - Fletcher, Macey, MacDonald (en), Watson - Munson (en), Mosher, Peschisolido ( 64e Rodriguez) - Needham, Kouzmanis (en), Dodd (en) |                   | Spectateurs : 18 000 Arbitrage : Fredy Rolando Burgos Escobar | Spectateurs : 18 000 Arbitrage : Fredy Rolando Burgos Escobar |

| 19 mai 1991 | Trinité-et-Tobago | 1 - 3 | Canada                 | Independence Park Kingston, Jamaïque        |                                             |
| | Yorke 60e         | (0 - 3) | Munson (en) 2e 23e 28e | Spectateurs : 6 000 Arbitrage : Rex Osborne | Spectateurs : 6 000 Arbitrage : Rex Osborne |
| Neverson - Boney (en) ( 74e Butler), Trotman, Rougier ( 66e Henry), Theodore - Benjamin (en), St. Louis (en), Sherwood - Nixon, Pacheco, Yorke | Équipes           | Ceccarelli (en) - Fletcher, Fenwick, Macey, Watson - Munson (en), Mosher, Peschisolido - Needham ( 85e Sparks), Kouzmanis (en), Dodd (en) |                        | Spectateurs : 6 000 Arbitrage : Rex Osborne | Spectateurs : 6 000 Arbitrage : Rex Osborne |

| 14 juillet 1991 | Salvador (en) | 2 - 0         | Trinité-et-Tobago |  |
|                 |               | (non disputé) |                   |  |

| 28 juillet 1991 | Trinité-et-Tobago      | 2 - 0 | Salvador (en) | National Stadium Port-d'Espagne, Trinité-et-Tobago |                                                    |
|                 | Williams ?? · James ?? | (? - ?) |               | Spectateurs : 5 000 Arbitrage : José Antonio Garza | Spectateurs : 5 000 Arbitrage : José Antonio Garza |
|                 | Équipes                | Alfaro - Salazar, Valencia, Valle ( Pineda), Osorio - Alas, Vásquez ( Martínez), Rodríguez - Rivera, Jiménez (en), Arce |               | Spectateurs : 5 000 Arbitrage : José Antonio Garza | Spectateurs : 5 000 Arbitrage : José Antonio Garza |

| 31 août 1991 | Canada                                     | 4 - 0 | Salvador (en) | Swangard Stadium Burnaby, Canada                    |                                                     |
| | Fenwick 9e · ? 26e (csc) · Needham 28e 53e | (3 - 0) |               | Spectateurs : 3 829 Arbitrage : Angelo Bratsis (nl) | Spectateurs : 3 829 Arbitrage : Angelo Bratsis (nl) |
| Ceccarelli (en) - Holness (en), Fletcher, Dodd (en), Watson - Fenwick, Macey, Mosher - Peschisolido, Needham, Munson (en) ( 79e Titotto (en)) | Équipes                                    | Alfaro - Osorio, Salazar, Valle ( 65e Martínez), Valencia - Alas, Rodríguez, Rivera 34e - Mirón, Jiménez (en), Pineda ( Vásquez) |               | Spectateurs : 3 829 Arbitrage : Angelo Bratsis (nl) | Spectateurs : 3 829 Arbitrage : Angelo Bratsis (nl) |

#### Groupe C
| Rang | Équipe     | Pts | J | G | N | P | Bp | Bc | Diff |  | Résultats (▼ dom., ► ext.) |     |     |     |
| ---- | ---------- | --- | - | - | - | - | -- | -- | ---- |  | -------------------------- | --- | --- | --- |
| 1    | États-Unis | 7   | 4 | 3 | 1 | 0 | 18 | 2  | +16  |  | États-Unis                 |     | 7-1 | 8-0 |
| 2    | Panama     | 2   | 3 | 0 | 2 | 1 | 3  | 10 | -7   |  | Panama                     | 1-1 |     | 2-2 |
| 3    | Haïti (en) | 1   | 3 | 0 | 1 | 2 | 2  | 12 | -10  |  | Haïti (en)                 | 0-2 | -   |     |

##### Détail des rencontres
| 23 juin 1991 | États-Unis                                                                       | 8 - 0 | Haïti (en) | Sand Creek Stadium Colorado Springs, États-Unis        |                                                        |
| | Onalfo 12e 36e · Lalas 23e 53e · Washington (en) 29e 61e · Reyna 43e · Lagos 73e | (5 - 0) |            | Spectateurs : 2 098 Arbitrage : Gonzalo Tejada Perdomo | Spectateurs : 2 098 Arbitrage : Gonzalo Tejada Perdomo |
| Friedel - Dayak, Huwiler (en), Lalas, Lapper, Harty (en) - Onalfo, Brose, Burns, Reyna ( 67e Lagos) - Washington (en) | Équipes                                                                          | Petit - Boulin, Auciel, Morlan, Berette - Prinsimé, Marcelin, Dutrevil, Thelusma ( 46e Metellos) - Dieujuste, Fleurial ( 46e Desinord) |            | Spectateurs : 2 098 Arbitrage : Gonzalo Tejada Perdomo | Spectateurs : 2 098 Arbitrage : Gonzalo Tejada Perdomo |

| 14 juillet 1991 | Panama     | 1 - 1 | États-Unis         | Estadio Revolución Panama, Panama               |                                                 |
| | Mójica 19e | (1 - 1) | Washington (en) 7e | Spectateurs : 7 000 Arbitrage : Burgos Martínez | Spectateurs : 7 000 Arbitrage : Burgos Martínez |
| F. Díaz - Castro, Hernández, Ramos, J.C. Palacios ( 62e Cubillas (en)) - Araúz, N. Díaz (en), Thomas ( 79e Beitia) - Iguala, Rivera, Mójica | Équipes    | Friedel - Imler (en), Dayak, Lapper, Lalas - Harty (en), Henderson, Onalfo ( 74e Reyna), Burns ( 65e Lagos) - Brose, Washington (en) |                    | Spectateurs : 7 000 Arbitrage : Burgos Martínez | Spectateurs : 7 000 Arbitrage : Burgos Martínez |

| 20 juillet 1991 | États-Unis                                                              | 7 - 1 | Panama    | High School Stadium Dublin, États-Unis             |                                                    |
| | Snow (en) ?? · Washington (en) ?? · Onalfo ?? · Henderson ?? · Brose ?? | (? - ?) | Castro ?? | Spectateurs : 10 256 Arbitrage : José Gómez Santos | Spectateurs : 10 256 Arbitrage : José Gómez Santos |
| Friedel - Imler (en), Lalas, Burns, Dayak - Henderson ( 77e Rast (en)), Allnutt (en), Onalfo, Brose - Washington (en), Snow (en) ( 60e Reyna) | Équipes                                                                 | F. Díaz - Araúz, Iguala, Mójica, Rivera - Cubillas (en) ( 46e J.C. Palacios), Castro, Hernández - Thomas ( 69e Beitia), N. Díaz (en), Presten |           | Spectateurs : 10 256 Arbitrage : José Gómez Santos | Spectateurs : 10 256 Arbitrage : José Gómez Santos |

| 25 août 1991 | Haïti (en) | 0 - 2 | États-Unis                      | Stade Sylvio-Cator Port-au-Prince, Haïti     |                                              |
| |            | (0 - 0) | Washington (en) 69e · Moore 84e | Spectateurs : 30 000 Arbitrage : J. Melville | Spectateurs : 30 000 Arbitrage : J. Melville |
| Gerome - Boulin, Morlan, Auciel, Thelusma - Metellos ( 31e Magliore), Marcelin, Prinsimé ( 62e Augustine) - Dieujuste, Denis, Fleurial | Équipes    | Friedel - Imler (en), Rast (en), Lapper, Harty (en) ( Allnutt (en)) - Jones, Burns, Onalfo, Moore ( 85e Jaguande (en)) - Washington (en), Snow (en) |                                 | Spectateurs : 30 000 Arbitrage : J. Melville | Spectateurs : 30 000 Arbitrage : J. Melville |

| 21 septembre 1991 | Panama                                | 2 - 2 | Haïti (en)                         | Estadio Revolución Panama, Panama |                             |
| | N. Díaz (en) 52e (pen.) · Cáceres 83e | (0 - 2) | Telushma 24e · Marcelin 27e (pen.) | Arbitrage : Rodrigo Badilla       | Arbitrage : Rodrigo Badilla |
| F. Díaz - Iguala, Hernández, Montaño, Ramos - N. Díaz (en), Castro, Cubillas (en) 30e - Mójica ( Castillo), Palacios, Thomas ( Cáceres) | Équipes                               | Gerome - Dulon, Berette, Solberfield, Eliazar - Prinsimé, Marcelin, Douson - Denis, Thelusma, Dieujuste 30e |                                    | Arbitrage : Rodrigo Badilla       | Arbitrage : Rodrigo Badilla |

| 1er octobre 1991 | Haïti (en) | non disputé | Panama |  |  |
|                  |            |             |        |  |  |

### Tournoi final
| Rang | Équipe     | Pts | J | G | N | P | Bp | Bc | Diff |  | Résultats (▼ dom., ► ext.) |     |     |     |     |
| ---- | ---------- | --- | - | - | - | - | -- | -- | ---- |  | -------------------------- | --- | --- | --- | --- |
| 1    | États-Unis | 10  | 6 | 5 | 0 | 1 | 17 | 10 | +7   |  | États-Unis                 |     | 3-0 | 3-1 | 4-3 |
| 2    | Mexique    | 7   | 6 | 3 | 1 | 2 | 14 | 9  | +5   |  | Mexique                    | 1-2 |     | 4-1 | 5-1 |
| 3    | Canada     | 4   | 6 | 1 | 2 | 3 | 7  | 12 | -5   |  | Canada                     | 2-1 | 1-1 |     | 2-2 |
| 4    | Honduras   | 3   | 6 | 1 | 1 | 4 | 11 | 18 | -7   |  | Honduras                   | 3-4 | 1-3 | 1-0 |     |

#### Détail des rencontres
| 25 mars 1992 | Mexique                | 1 - 2 | États-Unis                 | Estadio Azulgrana Mexico, Mexique                        |                                                          |
| | Pineda (en) 54e (pen.) | (0 - 0) | Henderson 62e · Lapper 73e | Spectateurs : 47 000 Arbitrage : Rafael Rodriguez Medina | Spectateurs : 47 000 Arbitrage : Rafael Rodriguez Medina |
| Fuentes (en) - Sánchez, Cadena (en) ( 71e Pavez (en)), Vidrio, Romero - Morales (en), Rangel, Castañeda (en), Ezpitia (es) - Pineda (en), Arteaga (en) ( 68e Mascareño (es)) | Équipes                | Friedel - Lapper, Rast (en), Lalas, Burns - Imler (en), Henderson, Reyna, Jones ( 55e Allnutt (en)) - Snow (en), Washington (en) |                            | Spectateurs : 47 000 Arbitrage : Rafael Rodriguez Medina | Spectateurs : 47 000 Arbitrage : Rafael Rodriguez Medina |

| 5 avril 1992 | Canada          | 1 - 1 | Mexique          | Swangard Stadium Burnaby, Canada                  |                                                   |
| | Munson (en) 65e | (0 - 0) | Morales (en) 51e | Spectateurs : 3 618 Arbitrage : Arlington Success | Spectateurs : 3 618 Arbitrage : Arlington Success |
| Ceccarelli (en) - Watson, Fenwick, Mosher, Holness (en) - Munson (en), Fletcher, Corazzin, Macey - Needham ( 58e Peschisolido), Dodd (en) ( 28e Aguiar) | Équipes         | Herrera - Sánchez, Vidrio, Cadena (en), Rangel - Hernández, Pineda (en), Castañeda (en) - Morales (en), Ezpitia (es) ( 77e Arteaga (en)), Delgado (en) |                  | Spectateurs : 3 618 Arbitrage : Arlington Success | Spectateurs : 3 618 Arbitrage : Arlington Success |

| 5 avril 1992 | États-Unis                               | 4 - 3 | Honduras                     | St. Louis Soccer Park Fenton, États-Unis     |                                              |
| | Snow (en) 22e 29e 89e · Allnutt (en) 65e | (2 - 2) | Aguirre 11e 18e · Ortega 82e | Spectateurs : 5 612 Arbitrage : Errol Forbes | Spectateurs : 5 612 Arbitrage : Errol Forbes |
| Friedel - Rast (en), Lapper, Imler (en), Burns - Allnutt (en), Henderson, Reyna, Jones ( 73e Lalas) - Snow (en), Washington (en) ( 82e Brose) | Équipes                                  | L. López - Cruz, Fernández (en), J.L. López, Peralta - Ortega, Aguirre ( 84e Pineda), Bonilla ( 87e Pacheco) - Obando (en), Membreño (en), Gallegos |                              | Spectateurs : 5 612 Arbitrage : Errol Forbes | Spectateurs : 5 612 Arbitrage : Errol Forbes |

| 12 avril 1992 | Canada                         | 2 - 2 | Honduras                      | Swangard Stadium Burnaby, Canada                        |                                                         |
| | Corazzin 33e · Munson (en) 65e | (1 - 1) | Obando (en) 43e · Aguirre 69e | Spectateurs : 3 209 Arbitrage : Ronald Gutierrez Castro | Spectateurs : 3 209 Arbitrage : Ronald Gutierrez Castro |
| Ceccarelli (en) - Watson, Fenwick, Peschisolido ( 77e Needham), Dodd (en) - Fletcher, Mosher, Macey, Munson (en) - Corazzin, MacDonald (en) | Équipes                        | L. López - Pacheco, Membreño (en), Paz, Fernández (en) - Ortega ( Aguirre), Pineda, J.L. López - Peralta, Obando (en), Velásquez ( 78e Gallegos) |                               | Spectateurs : 3 209 Arbitrage : Ronald Gutierrez Castro | Spectateurs : 3 209 Arbitrage : Ronald Gutierrez Castro |

| 19 avril 1992 | Honduras                    | 3 - 4 | États-Unis                                                  | Estadio General Francisco Morazán San Pedro Sula, Honduras |                                                    |
| | Ortega 4e · Aguirre 39e 52e | (2 - 1) | Reyna 41e · Lalas 66e · Snow (en) 73e · Washington (en) 87e | Spectateurs : 25 000 Arbitrage : Víctor Chinchilla         | Spectateurs : 25 000 Arbitrage : Víctor Chinchilla |
| López - Fernández (en), Cruz, J.L. López, Peralta ( 76e Figueroa) - Bonilla, Ortega, Aguirre - Obando (en), Pineda, Gallegos ( 75e Velásquez) | Équipes                     | Friedel - Rast (en) ( 62e Jones), Burns, Lalas, Huwiler (en) - Imler (en), Allnutt (en), Reyna ( 62e Moore), Henderson - Snow (en), Washington (en) |                                                             | Spectateurs : 25 000 Arbitrage : Víctor Chinchilla         | Spectateurs : 25 000 Arbitrage : Víctor Chinchilla |

| 21 avril 1992 | Mexique                                                    | 4 - 1 | Canada      | Estadio Azulgrana Mexico, Mexique                          |                                                            |
| | Morales (en) 17e · Arteaga (en) 39e · Rotllán (en) 77e 88e | (2 - 1) | Needham 43e | Spectateurs : 25 000 Arbitrage : Franklin Morales Trujillo | Spectateurs : 25 000 Arbitrage : Franklin Morales Trujillo |
| Herrera - Vidrio, Sanchez, Hernández, Romero - Morales (en), Rangel, Delgado (en) - Castañeda (en), Arteaga (en) ( 65e Rotllán (en)), Mascareño (es) ( 77e Soto (es)) | Équipes                                                    | Ceccarelli (en) - Holness (en), Fenwick, Watson, Fletcher - Mosher, Dodd (en) ( 63e Kern (en)), Macey, Corazzin - Needham ( 74e Berdusco (en)), Munson (en) |             | Spectateurs : 25 000 Arbitrage : Franklin Morales Trujillo | Spectateurs : 25 000 Arbitrage : Franklin Morales Trujillo |

| 26 avril 1992 | Honduras     | 1 - 0 | Canada | Estadio General Francisco Morazán San Pedro Sula, Honduras |                                                    |
| | Velásquez 4e | (1 - 0) |        | Spectateurs : 10 000 Arbitrage : José Carlos Ortiz         | Spectateurs : 10 000 Arbitrage : José Carlos Ortiz |
| L. López - Fernández (en), Cruz, Ávila, Escobar - Ortega, Pineda, Bonilla - Aguirre, Obando (en), Velásquez ( García) | Équipes      | Ceccarelli (en) - Watson, Fletcher, MacDonald (en), Macey - Kern (en) , Fenwick, Holness (en), Peschisolido - Needham, Munson (en) |        | Spectateurs : 10 000 Arbitrage : José Carlos Ortiz         | Spectateurs : 10 000 Arbitrage : José Carlos Ortiz |

| 26 avril 1992 | États-Unis                        | 3 - 0 | Mexique | Murray H. Goodman Stadium (en) Bethlehem, États-Unis |                                                     |
| | Snow (en) 32e 80e · Henderson 36e | (2 - 0) |         | Spectateurs : 13 927 Arbitrage : Juan Pablo Escobar  | Spectateurs : 13 927 Arbitrage : Juan Pablo Escobar |
| Friedel - Rast (en), Burns, Imler (en), Lapper - Snow (en), Lalas, Henderson, Jones - Huwiler (en) ( 69e Moore), Reyna | Équipes                           | Fuentes (en) 78e - Vidrio, Macías (en), Sánchez, Romero, Rangel 55e - Castañeda (en), Delgado (en) ( 46e Soto (es)) - Morales (en), Arteaga (en), ( 70e Rotllán (en)), Mascareño (es) |         | Spectateurs : 13 927 Arbitrage : Juan Pablo Escobar  | Spectateurs : 13 927 Arbitrage : Juan Pablo Escobar |

| 6 mai 1992 | Honduras      | 1 - 3 | Mexique                                                        | Estadio Nacional Tegucigalpa, Honduras                |                                                       |
| | Velásquez 63e | (0 - 1) | Mascareño (es) 19e · Rotllán (en) 55e · Pineda (en) 57e (pen.) | Spectateurs : 40 000 Arbitrage : Carlos Arrieta Salas | Spectateurs : 40 000 Arbitrage : Carlos Arrieta Salas |
| L. López 57e - Fernández (en), Cruz, Peralta, Membreño (en) ( 62e Velásquez) - J.L. López, Pineda, Aguirre, Bonilla - Gallegos, Obando (en) | Équipes       | Guadarrama (en) - Vidrio, Sánchez 29e, Macías (en), Hernández - Delgado (en), Castañeda (en), Morales (en) - Ezpitia (es) ( 46e Soto (es)), Rotllán (en), Mascareño (es) ( 46e Pineda (en)) |                                                                | Spectateurs : 40 000 Arbitrage : Carlos Arrieta Salas | Spectateurs : 40 000 Arbitrage : Carlos Arrieta Salas |

| 10 mai 1992 | États-Unis                    | 3 - 1 | Canada       | Bill Armstrong Stadium Bloomington, États-Unis |                                             |
| | Snow (en) 53e 66e · Reyna 71e | (0 - 0) | Corazzin 61e | Spectateurs : 6 582 Arbitrage : Rex Osborne    | Spectateurs : 6 582 Arbitrage : Rex Osborne |
| Friedel - Imler (en), Harty (en), Lapper, Lalas - Huwiler (en), Burns, Reyna ( 73e Moore), Jones ( Allnutt (en)) - Snow (en), Henderson | Équipes                       | Ceccarelli (en) - Watson, Fenwick, Peschisolido ( 80e Berdusco (en)), Fletcher - Mosher, MacDonald (en), Holness (en) ( 59e Corazzin), Needham - Macey, Dodd (en) |              | Spectateurs : 6 582 Arbitrage : Rex Osborne    | Spectateurs : 6 582 Arbitrage : Rex Osborne |

| 17 mai 1992 | Canada               | 2 - 1 | États-Unis       | King George V Park (en) Saint-Jean de Terre-Neuve, Canada |                                             |
| | Peschisolido 67e 80e | (0 - 0) | Allnutt (en) 82e | Spectateurs : 2 500 Arbitrage : Pérez Gómez               | Spectateurs : 2 500 Arbitrage : Pérez Gómez |
| Ceccarelli (en) - Watson, Fenwick, Peschisolido, Corazzin ( 57e Cepo) - Kern (en), Holness (en), Dodd (en), Fletcher - MacDonald (en), Needham | Équipes              | Friedel - Imler (en), Huwiler (en), Lalas, Dayak - Allnutt (en), Moore, Burns, Reyna - Washington (en) ( 57e Harty (en)), Snow (en) |                  | Spectateurs : 2 500 Arbitrage : Pérez Gómez               | Spectateurs : 2 500 Arbitrage : Pérez Gómez |

| 17 mai 1992 | Mexique                                                    | 5 - 1 | Honduras               | Estadio Azulgrana Mexico, Mexique |                                   |
| | Rotllán (en) 32e 54e 75e · Soto (es) 79e · Pineda (en) 83e | (1 - 1) | Obando (en) 23e (pen.) | Arbitrage : Amado Rodríguez Perez | Arbitrage : Amado Rodríguez Perez |
| Guadarrama (en) - Morales (en), Vidrio, Macías (en), Hernández (en) - Delgado (en), Rangel, Castañeda (en) - Soto (es), Rotllán (en) ( 75e Pavez (en)), Lemus (en) ( 65e Pineda (en)) | Équipes                                                    | L. López - J.L. López, Pacheco, Peralta, Membreño (en) ( 46e Ávila) - Fernández 70e, Pineda, Obando (en) - Bonilla, Velásquez, Ortega ( 62e Aguirre) |                        | Arbitrage : Amado Rodríguez Perez | Arbitrage : Amado Rodríguez Perez |